# Eierhof Hennes
Die Eierhof Hennes GmbH ist ein eierproduzierender und eierverarbeitender Betrieb in Kuchenheim, einem Stadtteil von Euskirchen in Nordrhein-Westfalen.
Das Unternehmen, welches 1958 gegründet wurde, beschäftigt 170 Mitarbeiter. Es wird von den Geschwistern Hermann-Josef und Karl-Heinz Hennes und deren Eltern Leo und Brunhilde geleitet. Neben der eigenen Produktion von Freilandeiern, handelt das Unternehmen auch als Großhändler mit Eiern und Geflügel. Der Eierhof Hennes ist einer der größten Eierfärbebetriebe Europas, nach einer Aussage von Karl-Heinz Hennes aus dem Jahr 2006 sogar „der größte Eierfärber der Welt“. Es werden täglich mehrere Hunderttausend gekochte Eier produziert.
Das Unternehmen (Betriebsnummer NW-EP 0203) handelt mit
- Geflügel,
- weißen, braunen und Korn-Eiern,
- flüssigen Volleiprodukten,
- bunten gekochten marmorierten Eiern,
- bunten gekochten lackierten Eiern und
- gekochten geschälten Eiern.

Freilandeier und Geflügel werden teilweise selbst produziert.
Das Unternehmen vertreibt nicht nur zu Ostern gefärbte Eier. Es hat eine Marktlücke entdeckt. Zu anderen Zeiten wird dieses Produkt als Brotzeiteier, Partyeier, Weltmeistereier etc. verkauft. Der Vertrieb erfolgt in der Regel über Großhandelsketten, wie Aldi oder Plus.
Bei der Industrie- und Handelskammer Aachen wird das Unternehmen mit einem Umsatz im Bereich zwischen 50 und 250 Mio. Euro geführt. Der im Bundesanzeiger veröffentlichte Jahresabschluss 2018 weist verzeichnet ein Rohergebnis von 19 Mio. Euro.